# Судан (регија)
Судан (арап. بلاد السودان - земља црнаца) је регија у северној Африци, која се простире јужно од Сахела и Сахаре. Ова регија прима више падавина од Сахела, па је погоднија за пољопривреду. Јужно од Судана налазе се тропске шуме. Захвата просторе између Атлантика на западу и Етиопске висије на истоку, Сахела и Сахаре на северу и Гвинејских планина, Амадавеа и Азандеа на југу. То је простор од око 5.000.000 км².
У климатском погледу Судан је у зони летњих тропских киша и тропским монсуна. Типична вегетација је савана, која на северу прелази у степу, а на југу у галеријске шуме. Због специфичних физиономских и културно-историјско-етничких одлика регија је подељена на три целине — Западни Судан, Средњи Судан и Источни Судан.